# دیزآباد (خنداب)
دیزآباد روستایی در دهستان خنداب بخش مرکزی شهرستان خنداب استان مرکزی ایران است.

## جمعیت
بر پایه سرشماری عمومی نفوس و مسکن در سال ۱۳۹۵ جمعیت این روستا ۱٬۱۲۲ نفر (۳۴۰خانوار) بوده‌است.